# Орлов, Дмитрий Иванович (мореплаватель)
Дми́трий Ива́нович Орло́в (1806—1859) — российский кругосветный мореплаватель, один из старослужащих Охотской флотилии. Корпуса флотских штурманов штабс-капитан. Исследователь Охотского моря, Приамурского края и Сахалина, участник Амурской экспедиции.

## Биография
В 1826—1829 годах совершил кругосветное плавание кондуктором на шлюпе «Сенявин» под командованием Ф. П. Литке.
Позже Дмитрий Иванович был осуждён, лишён чинов, всех прав состояния и сослан на Дальний Восток России на поселение. В 1841 году ссыльнопоселенцем поступил на службу Российско-Американской компании (РАК) в Охотском порту под начало В. С. Завойко.
В мае 1842 года В. С. Завойко и Д. И. Орлов отправились на китобойном вельботе в залив Аян. Из-за сложностей плаванья за несколько дней было пройдено всего 120 вёрст, и В. С. Завойко вернулся с небольшим отрядом по берегу в Охотск, так как ему предстояло встретить корабли и принять груз. Дмитрий Иванович продолжил начинание и достиг Аянского залива составив его карту. По пути, Дмитрий Иванович также составил эскизную карту побережья от Охотска до залива Аян. Вернулся Д. И. Орлов на бриге компании, который специально прислали за ним.
На следующий год Дмитрий Иванович с тунгусом Афанасием вновь отправился к Аянскому заливу на рыбацкой лодке. Дойдя на ней до реки Ульи, путешественникам пришлось перестроить лодку, так как она не годилась для дальнейшего перехода. За несколько дней они увеличили её грузоподъёмность и улучшили мореходные качества. 10 мая они продолжили следовать дальше, и 20 мая достигли устья реки Алдоме, где встретили тунгусов. Двое тунгусов вызвались помочь путешественникам и следовать с ними до Аянского залива. 25 мая лодка обогнула высокий скалистый мыс и зашла в залив. Исследовав залив и его окрестности Д. И. Орлов обнаружил юрту и домик которые сохранились от работавших здесь несколькими годами ранее исследователей. Это место Дмитрий Иванович и определил для начала строительства будущего порта, который назвал Аян. Оставшись в этих местах на всё лето, Дмитрий Иванович организовал рубку леса для построек, собрал у коренного населения сведения о времени вскрытия и замерзания льда и составил карту с тщательной описью и глубинами в заливе. 11 августа в залив прибыл бриг «Промысел», доставив В. С. Завойко, охотского протоиерея для освящения нового порта и рабочих для начала строительства. Первым начальником Аянского порта был назначен В. С. Завойко.

Схема Аянского тракта

В 1844 и 1845 годах Д. И. Орлов исследовал несколько вариантов сообщения между Аяном и Якутском по рекам Лене, Алдану, Мае, Нелькану и через горы. Позже найденный Д. И. Орловым путь будет назван Амгино-Аянский тракт, он пролегал через Нелькан, Аим, Усть-Маю и Амгу.
В конце 1840-х годов Д. И. Орлов по заданию Российско-Американской компании совершил обследование побережья Охотского моря и сбор сведений об Амуре и окрестностях.
В августе 1849 года Д. И. Орлов был отправлен на байдарке из Аяна в Сахалинский залив для розыска Г. И. Невельского, исследовавшего в это время на транспорте «Байкал» Амурский лиман, и после встречи с ним в заливе Академии поступил под его командование. Этой же зимою Д. И. Орлов получил предписание отправиться к устью Амура для наблюдения за вскрытием реки, лимана и залива Счастья. Д. И. Орлов взял в помощь гиляка Афанасия и двух проводников. Отряд на сорока оленях отправился из Аяна 23 февраля, достиг Уды, далее верховья реки Мухтель, где из-за болезни Дмитрия Ивановича отряд остался на десять дней, и далее к Амуру. Экспедицией были исследованы залив Счастья и пути от него к Амуру, также Дмитрий Иванович определил, что есть сообщение с заливом Счастья по берегу реки Личь впадающему неподалёку от мыса Куегда, который хорошо подходит для постановки военного поста и батареи. Дмитрий Иванович встретил парусный транспорт «Охотск» с Г. И. Невельским на борту. Они осмотрели берега залива Счастья, и 29 июня 1850 года основали тут первое русское селение, назвав его Петровское зимовье. Орлов остался заниматься строительством поста, в этом ему помогали гиляки. Позже, по распоряжению Г. И. Невельского «Охотск» пришёл на зимовку к посту доставив продовольствие, снаряжение и всевозможные товары, а также предписание Дмитрию Ивановичу: перевести людей из Николаевского порта в Петровское когда Амур и его лиман покроются льдом, а также усилить этот пост и начать строить в нём казармы и магазины, а с открытием навигации 1851 года прислать в Аян транспорт с донесениями. На «Охотске» прибыла и жена Дмитрия Ивановича, приехавшая из Якутска. Это поселение стало одним из основных баз Амурской экспедиции.
В 1851 году и в начале 1852 года впервые обследовал низовья Амура, нижний бассейн реки Амгунь, при этом открыл ряд озёр — Чля, Орель, а также других, более мелких и водораздельные хребты между бассейнами рек системы Амура и рек Тугур и Уда; тогда же произведён в подпоручики. В одной из экспедиций которая заняла 39-дней, Дмитрий Иванович прошёл не менее 700 вёрст на собаках, оленях и лыжах; астрономически определил направление Хинганского хребта между истоками рек Уды и Амгунь; и установил отсутствие пограничных столбов по южному склону Хинганского хребта, в Тугурском и Удском краях, что означало что Приамурский край, не был в сфере цинского влияния.
Г. И. Невельской его описывал так: 

Это был немногословный, неторопливый человек, небольшой, сухощавый, перенёсший столько бедствий и лишений, что они уже были бессильны причинить ему какой-либо ущерб. Глаза Орлова светились живостью и энергией…

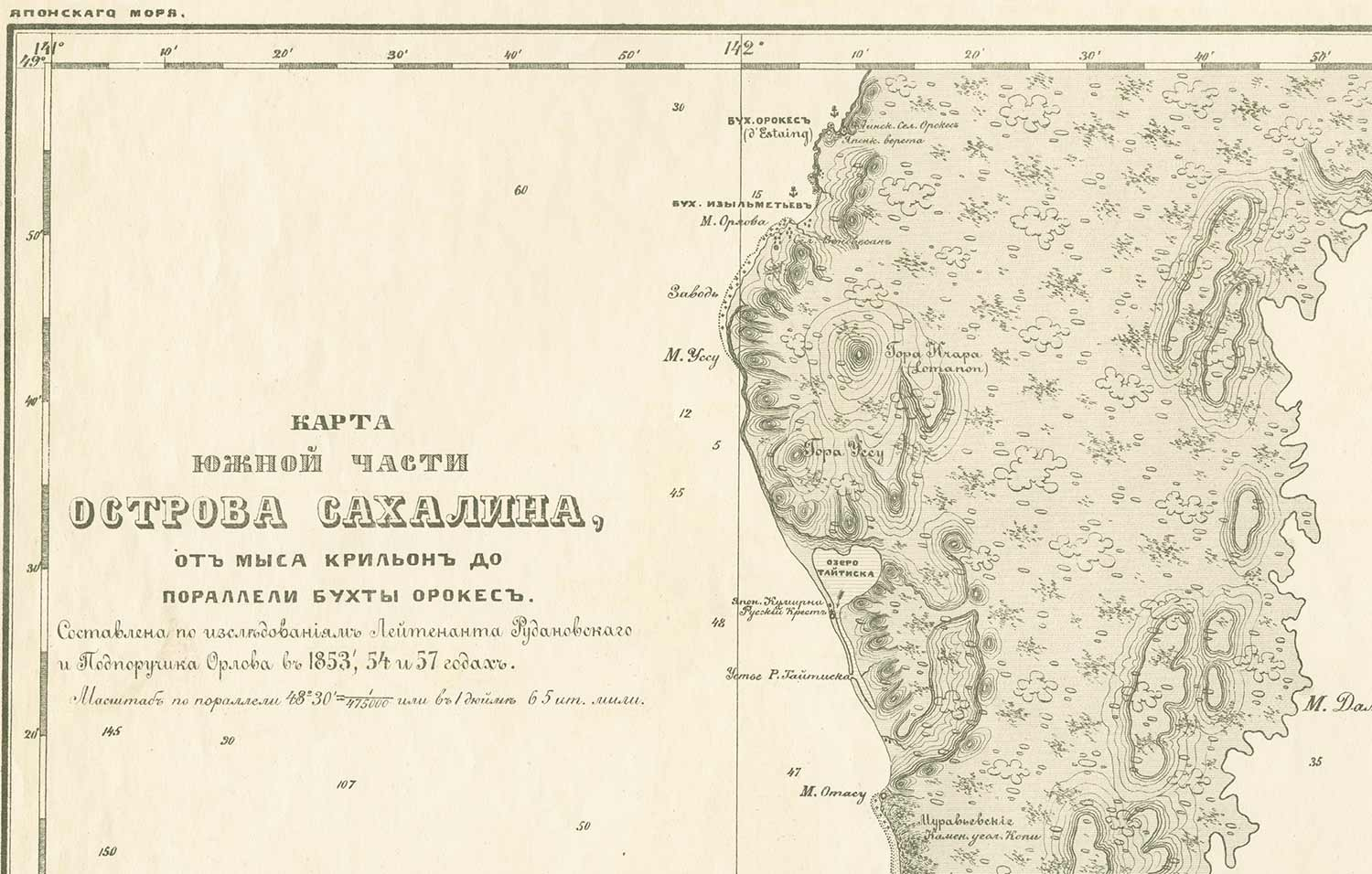
фрагмент карты острова Сахалин, составленной Н. В. Рудановским и Д. И. Орловым, по материалам экспедиций Г. И. Невельского в 1853—1857 гг.

По заданию Г. И. Невельского 18 августа 1853 года Д. И. Орлов с отрядом из 6 человек высадился с транспорта «Байкал» в селении Венду-эси, и затем двинулся на байдарках на юг вдоль западного побережья острова Сахалин. 30 августа на месте селения Кусунай в устье одноимённой реки (сейчас Ильинка) учредил военный пост Ильинский. Собрав местных жителей — айнов и орочей — поднял в честь этого события русский флаг. Оставив «постовыми» трёх человек, он с остальными казаками пошёл дальше на юг с целью достичь залива Анива. В селении Сироро у мыса Ноторо (сейчас мыс Слепиковского) Орлов встретил возвращавшихся из селения Сирануси двух посланцев Невельского, которые рассказали ему, что за мысом Ноторо находится обширный залив Идунки (сейчас залив Невельского), обойдя который можно попасть в Аниву не раньше чем за месяц. Приняв новое решение, Орлов возвратился в Ильинский пост, где оставил имущество на попечение айнского старшины соседнего селения Найро, а сам с отрядом направился в залив Анива через восточное побережье. Им был описан юго-восточный берег между 48° и 46°50' с. ш.
В 1855 году Д. И. Орлова произвели в Корпуса флотских штурманов поручики и зачислили в Сибирский флотский экипаж. В 1857 году его произвели в чин Корпуса флотских штурманов штабс-капитана, вернули личное дворянство и назначили дополнительные 180 рублей серебром на воспитание детей. В этом же году назначен командиром одного из малых пароходов Сибирской флотилии, работавших на Амуре. В 1858 году за участие в Амурской экспедиции он был награждён пожизненной пенсией, распространённой и на его жену и детей. В 1859 году вышел в срочный отпуск по болезни. Скончался Дмитрий Иванович в июне 1859 года.

## Награды
В ноябре 1858 года Д. И. Орлову был пожалован орден Святого Владимира IV степени с пожизненной пенсией в 350 рублей, которая распространялась на жену и детей.

## Память
Имя Дмитрия Орлова увековечено в следующих географических названиях Сахалина:
- село Орлово в Углегорском районе
- мыс Орлова в заливе Изыльметьева в Углегорском районе
- гора Орлова (867м[5]) в Углегорском районе
- река (приток реки Поронай) в Смирныховском районе